# Deseteronožci
Deseteronožci (znanstveno ime Decapoda) so red rakov, v katerega uvrščamo okoli 14.000 danes živečih opisanih vrst, kar predstavlja skoraj četrtino vseh znanih vrst rakov, in so najprepoznavnejša skupina med njimi. Sem sodijo kozice, jastog, rakovice in druge poznane skupine rakov. Večina predstavnikov je morskih, poselili pa so tudi sladke vode in nekaj vrst kopno.

## Telesne značilnosti
V splošnem so deseteronožci razmeroma veliki raki, čeprav najdemo med njimi tudi take centimetrskih velikosti. Skupina je dobila ime po tem, da imajo njeni predstavniki pet parov nog za hojo (hodilk ali pereiopodov), ostali trije pari oprsnih nog pa se nahajajo ob ustih ali manjkajo - če so prisotni, služijo za mehansko obdelavo hrane in jim pravimo čeljustne nožice. Usta vodijo skozi kratek požiralnik v zajeten osrčnik z manjšo votlino zadaj, kamor se odpira hepatopankreas. Hepatopankreas je glavni prebavni organ, ki izloča prebavne encime, absorbira hranljive snovi in jih skladišči. Delci, ki so preveliki da bi vstopili v hepatopankreas, se prenesejo v črevo in izločijo. Druga glavna značilnost je koš - oklep, ki prerašča vse člene oprsja in ob straneh sega navzdol preko osnov nog.
Oprsne noge so dvovejnate in se v večini primerov zaključujejo z drobnimi škarjami, ki so povečane pri prvem paru mnogih znanih vrst deseteronožcev kot klešče. Iz baze nog izraščajo šopaste škrge, ki jih v celoti pokriva bočni del koša. Ta izrašča ob strani navzdol in tvori jasno definirano dihalno votlino, ki se odpira navzven samo z dvema luknjicama spredaj in zadaj.
Razen teh osnovnih lastnosti imajo deseteronožci iz različnih nižjih taksonov malo skupnega. Raznolikost telesne zgradbe je tesno povezana z načinom premikanja, to pa z življenjskim okoljem in ekologijo vrst. Po telesni zgradbi ločimo tri jasno definirane skupine deseteronožcev:
- Rakci so prevladujoča skupina. Imajo cilindrično ali lateralno stisnjeno telo, pogosto z nazobčanim kljuncem (rostrumom), ki spominja na ladijski gredelj in izrašča z vrha glave naprej. Njihove noge so vitke, en par je lahko preobražen v klešče ali pa klešče manjkajo. Njihov zunanji skelet je največkrat tanek. Plavajo tako, da mahajo z repnimi nožicami (pleopodi), ob nevarnosti pa se ritensko umaknejo s hitrimi zamahi z repom, ki se konča s ploščatimi uropodi. Hodilke (pereiopodi) sodelujejo pri lebdenju.
- Jastogom podobni raki so prilagojeni na plazenje po dnu. Njihovo telo je podolgovato, pogosto dorziventralno sploščeno, z močnimi nogami in debelim zunanjim skeletom. Ob besedi »rak« največ ljudi pomisli na to obliko. Znani so tudi po močnih kleščah, čeprav pri nekaterih skupinah klešče manjkajo, in zajetnim repom, ki se prav tako konča z »repno plavutjo«.
- Rakovice predstavljajo gradbeni tip, ki se je razvil pri več nesorodnih skupinah s postopnim skrajševanjem zadka in zvijanjem pod trup. Njihovo oprsje je širše kot je dolgo, zato hodijo postrani. Med njih uvrščamo predstavnike uspešnega infrareda Brachyura, ki šteje 4.500 vrst in jih imenujemo rakovice v ožjem pomenu besede. Njihov zadek je zelo zmanjšan in zadkove nožice so prisotne le pri najprimitivnejših vrstah. Izjema so samice, kjer te nožice sodelujejo pri valjenju jajčec.

## Življenje
Z izjemo rakovic imajo zunanjo oploditev. Spermo v obliki spermatofora samci s preoblikovanim prvim parom zadkovih nožic bodisi odložijo na prsni del samičinega oklepa, bodisi imajo le-te posebno strukturo za prevzem (spermateko) na tistem mestu. Parijo se kmalu po levitvi samic; spola se najdeta s pomočjo feromonov, pred samim parjenjem pa je pogost tudi ritual dvorjenja, ki lahko vključuje vidne (značilno mahanje s tipalnicami in kleščami, premikanje telesa ipd.) in zvočne signale (npr. praskanje ali potrkovanje po podlagi). Kmalu po parjenju samice izležejo jajčeca, ki se takrat tudi oplodijo.
Iz jajčeca se lahko izležejo kot ličinke (navpliji) ali kot že preobraženi miniaturni rakci (dekapoditi). Preden dosežejo polno velikost se večkrat levijo, poimenovanje posameznih stadijev pa se od skupine do skupine razlikuje. Stadij ličinke je po navadi skrajšan pri deseteronožcih, ki živijo v hladnih ali globokih morjih, pri sladkovodnih deseteronožcih pa je največkrat povsem odsoten.
Dolžina življenja je močno odvisna od pogojev v okolju. Najdlje živijo vrste mrzlih morij.

## Ekologija
Večina predstavnikov je morskih, zasedajo pa tudi druge ekološke niše, vključno s kopnim. Najprimitivnejši deseteronožci, ki jih označujemo kot »rakce«, živijo v odprtem morju (pelagialu). Ločujejo se v dve skupini: tisti, ki živijo v razmeroma plitvi vodi, so brez barve in prozorni, škampi globokega morja (500 m globine ali več) pa so rdečkaste barve, pogosto s posebnimi svetilnimi organi. Večina rakcev pa živi na dnu med morskim rastlinjem, kamni in peskom in plavajo le občasno, mnogi med njimi pa tudi kopljejo po mehki podlagi. Tudi vsi preostali deseteronožci so bentoški, ti so najbolj prilagojeni na plazenje po dnu, kar vključuje dorzoventralno sploščeno telo in močne noge. Njihove zadkove nožice niso prilagojene za plavanje, plavajo lahko le vzvratno s sunkovitimi zamahi repa.
Mnogo deseteronožcev živi v sožitju s spužvami, plaščarji, školjkami in drugimi mehkužci, koralami, morskimi kumarami ali morskimi vetrnicami. Raki bodisi živijo v drugih organizmih, ki jim služijo kot zaščita pred plenilci, bodisi jih imajo pritrjene na oklep in jih prenašajo s seboj. Raki samotarji (naddružina Paguroidea) so znani po tem, da živijo v zapuščenih polžjih hišicah. Pri več nesorodnih skupinah deseteronožcev se je razvilo tudi sožitje z ribami; ti raki, imenovani čistilci, se prehranjujejo z ostanki hrane in zunanjimi zajedavci, ki jih pobirajo s telesne površine rib ali celo iz notranjosti škržne votline. Svoje bivališče uporabljajo tudi kot »čistilnico«, kamor se ribe prihajajo čistit.
Prehranjujejo se na mnoge različne načine, večina pa kombinira plenilstvo (lovijo v glavnem druge večje nevretenčarje) in mrhovinarstvo. Drugi imajo obustne okončine in tipalnice preoblikovane za filtracijo vode. Za razliko od morskih je večina kopenskih in sladkovodnih vrst rastlinojedih.

### Pomen za človeka
Ekonomsko so najpomembnejši deseteronožci rakci iz rodu Penaeus in sorodni, ki jih lovijo vlečnimi mrežami in masovno gojijo v morskih farmah. Lov na rakce je najbolj razvit v ameriškem delu Mehiškega zaliva in ob jugovzhodni atlantski obali ZDA, največje farme pa so v Južni Ameriki, na Japonskem ter v preostalem delu Azije. Jastoge v manjšem obsegu lovijo v pasti na dnu, največ v tropskih in subtropskih predelih sveta.

## Sistematika
Deseteronožce uvrščamo v nadred Eucarida skupaj s planktonskim redom Euphausiacea, s katerim si delijo gradbeni tip »rakca« in dobro razvit oklep.
Natančna sistematska razvrstitev deseteronožcev še ni določena, saj se z raki v primerjavi z ostalimi skupinami živali ukvarja majhno število specialistov, sploh glede na raznolikost skupine in število vrst. Spodnja razvrstitev podredov in infraredov temelji na kladistični analizi morfoloških znakov, genetskih znakih (vključno z razvojno genetiko), morfologiji ličink in ultrastrukturi semenčic. Ta razvrstitev še ni splošno sprejeta in se lahko z novimi odkritji še spremeni.
- Podred Dendrobranchiata Bate, 1888 — razmetači (»kozice«)
  - Naddružina Penaeoidea Rafinesque, 1815
  - Naddružina Sergestoidea Dana, 1852
- Podred Pleocyemata Burkenroad, 1963 — repogojci
  - Nižji red Stenopodidea Claus, 1872
  - Nižji red Caridea Dana, 1852 — prave kozice
  - Nižji red Eryonoidea de Haan, 1841
  - Nižji red Achelata Scholtz & Richter, 1995
  - Nižji red Astacidea Latreille, 1802 — dolgorepi škarjevci ali košarji
    - Naddružina Astacoidea Latreille, 1802 — dolgorepi škarjevci ali košarji
    - Naddružina Parastacoidea Huxley, 1879 — jastogi

  - Nižji red Thalassinidea Latreille, 1831 - raki rovci ali krtji raki
    - Naddružina Thalassinoidea Latreille, 1831
    - Naddružina Callianassoidea Dana, 1852
    - Naddružina Axioidea Huxley, 1879

  - Nižji red Anomura MacLeay, 1838 — raznorepci
    - Naddružina Galatheoidea Samouelle, 1819
    - Naddružina Paguroidea Latreille, 1802 — raki samotarji

  - Nižji red Brachyura Latreille, 1802 — rakovice
    - Sekcija Dromiacea de Haan, 1833
    - Sekcija Eubrachyura de Saint Laurent, 1980

Slovenski imeni za oba podredova (razmetači in repogojci) se nanašata na ravnanje predstavnikov z jajčeci - razmetači (podred Dendrobranchiata) jih »razmečejo« naokrog po vodi, repogojci (podred Pleocyemata) pa jih valijo pod zadkom (repom). Predvsem med repogojci je mnogo izjem tega pravila.

### Deseteronožci v Sloveniji
V Jadranu živi okoli 150 vrst deseteronožcev, približno polovica toliko pa je znanih za Tržaški zaliv. Med razmetači se v slovenskih vodah redno pojavlja le grebenasta kozica (Sicyonia carinata). Bolj zastopani so repogojci, od katerih najdemo na tem območju največ vrst pravih kozic in rakovic. Najbolj znana med njimi sta mali samotarec (Diogenes pugilator), ki je priljubljen kot vaba za trnkarje, in obrežna ali navadna rakovica (Carcinides maenas), ki je najprepoznavnejši prebivalec obale. Favnistično so zanimive kozice iz rodu jamskih kozic (Troglocaris), ki so prave jamske živali, živijo po vsem dinarskem krasu.
Najbolj znani raki v Sloveniji so 3 avtohtone vrste sladkovodnih košarjev (naddružina Astacidea) od petih evropskih, vse uvrščamo med potočne rake (družina Astacidae). To so jelševec (Astacus astacus), koščak (Austropotamobius torrentium) in primorski koščak (Austropotamobius pallipes). Podobno kot v preostalem delu Evrope je slovensko populacijo deseteronožcev zdesetkala bolezen račja kuga, ki je prišla konec 19. stoletja iz Severne Amerike. Do pred nedavnim za razliko od ostalih evropskih držav v Sloveniji niso zabeležili pojavljanja tujerodnih vrst deseteronožcev, leta 2003 pa so v porečju Mure odkrili signalnega raka (Pacifastacus leniusculus), ki bo v prihodnosti verjetno dodatno ogrozil avtohtono favno deseteronožcev v Sloveniji.
Po uredbi o zavarovanih prosto živečih živalskih vrstah je na seznamu zavarovanih šest vrst deseteronožcev. Poleg omenjenih treh sladkovodnih košarjev so to še jastog (Homarus gammarus), veliki morski pajek (Maja squinado), primorska kozica (Palaemonetes antennarius) in rak nagajivček (Scyllarus arctus).